# Eugénie Le Sommer
Eugénie Le Sommer es una davantera francesa de futbol internacional per França des del 2009, amb 123 partits i 53 gols. Ha sigut semifinalista del Mundial i els Jocs Olímpics, i tricampiona de la Lliga de Campions amb el Olympique de Lió.
Va ser la màxima golejadora de la Lliga de Campions al 2012, i de la Lliga francesa al 2010 i 2012. Al 2015 va ser inclosa al All-Star Team del Mundial, va entrar per primera vegada al top 10 del FIFA World Player (8ª) i va ser nomenada millor jugadora de la lliga francesa per segona vegada.

## Trajectòria
| Temporades      | Club                      | Títols                                      | Selecció (fases finals)                                                                                |
| --------------- | ------------------------- | ------------------------------------------- | --- |
| 04/05 - 06/07   | FC Lorient                |                                             | |
| 06/07           | CNFE Clairefontaine       |                                             | |
| 07/08 - 09/10 0 | Stade Briochin · 0        |                                             | Mundial sub-20 2008 (4t lloc) · Eurocopa 2009 (quarts)                                                 |
| 10/11 - act. 0  | Olympique Lió · 0 · 0 · 0 | 3 Lligues de Campions, 6 Lligues, 5 Copes 0 | Mundial 2011 (4t lloc) · Jocs Olímpics 2012 (4t lloc) · Eurocopa 2013 (quarts) · Mundial 2015 (quarts) |